# 개런 작전
개런 작전(Operation Garron)은 2004년 인도양 지진해일 당시 쓰나미 피해를 입은 국가들에게 영국이 군사적 인도주의적 지원에 대해 붙인 작전명이다.

## 초기 반응
가장 먼저 투입된 병력은 영국 왕립해군과 영국 왕립공군이다. 영국 왕립공군의 보잉 C-17 글로브마스터 III 화물기가 페르시아만을 순찰하던 군함 HMS 채텀과 함께 배치되었다. 지진 발생 당시 인도 코치에 있던 왕립해군 보조함대 소속 보조함인 RFA 딜리전스가 채텀 군함에 보급을 한 후 코치로 돌아와 구호품을 실어날랐다. 해군 기술자들도 딜리전스 지원을 위해 코치로 공수되었다.
기항 후에는 재난 지역으로 돌아가 채텀과 함께 스리랑카 동해안 일대에서 구호 활동을 펼쳤다. 채텀에 같이 있던 웨스틀랜드 링스 헬리콥터 2기를 포함해 함정에 탑재된 여러 헬리콥터도 구호 활동을 펼쳤다. 그 외에도 글로브마스터, 록히드 L-1011 트라이스타, 록히드 C-130 허큘리스 항공기가 보급품을 수송했다. 인도네시아의 반다아체에서는 영국 왕립공군과 기타 국제 항공기의 비행을 지원하기 위해 RAF 인원이 작전을 펼쳤다.

## 병력 제공
2005년 1월, 인도네시아 정부에게 수마트라섬 구호 활동을 지원하기 위해 브루나이에 주둔하는 영국 육군 구르카 대대 1개 중대와 육군항공단 소속 헬리콥터 2기가 제공되었다. 하지만 인도네시아 정부는 구르카 중대는 거부하고 헬리콥터 지원만 받아들었다. 이는 인도네시아가 과거 영국 주둔군과 대치한 적이 있었기 때문에 육군 지원은 거부한 것으로 추정된다.